# Morr 14 (Mönchengladbach)

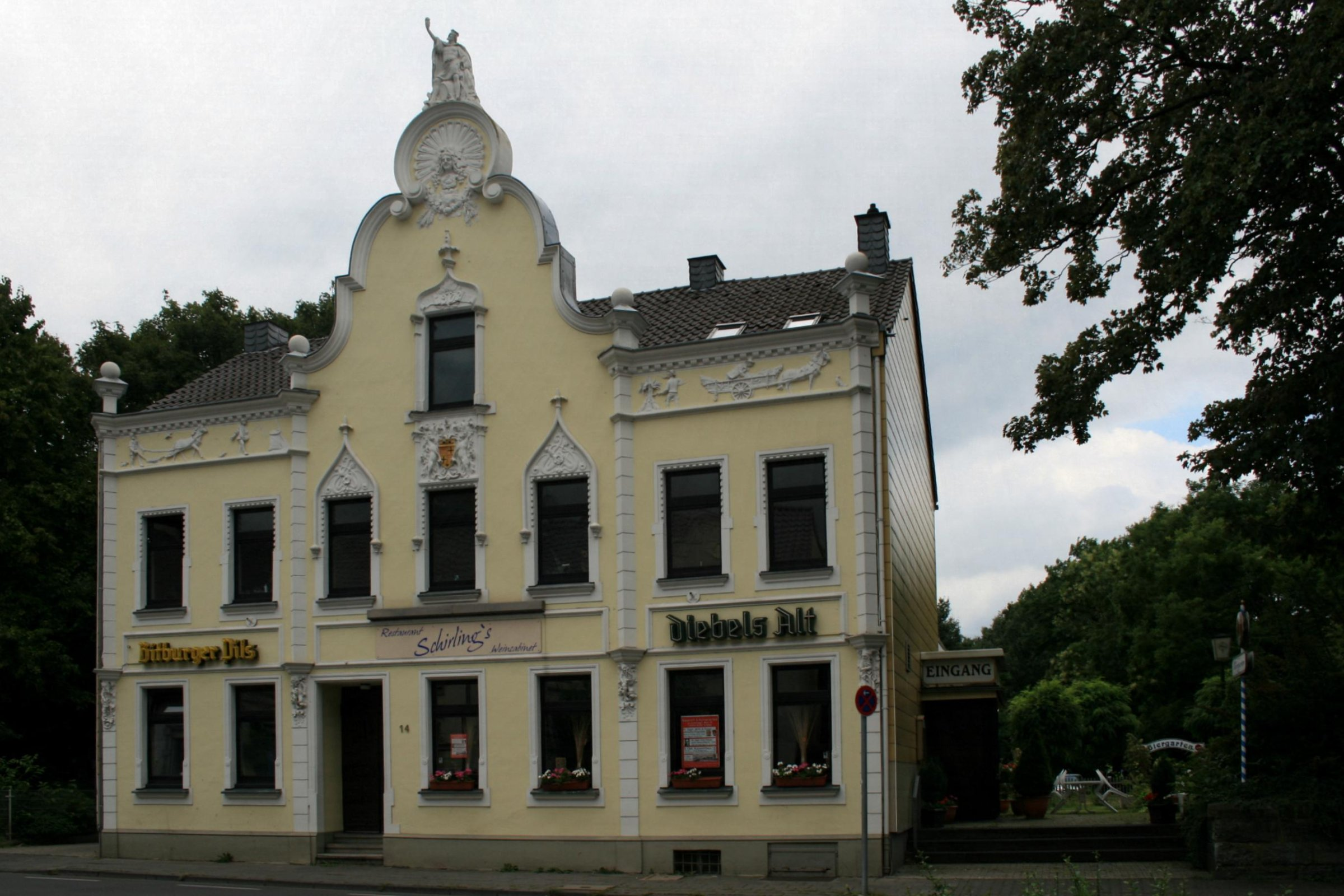
Wohnhaus „Haus Maubach“ (2010)

Das Wohnhaus Morr 14, genannt Haus Maubach, steht im Stadtteil Rheydt in Mönchengladbach (Nordrhein-Westfalen).
Das Gebäude wurde um die Jahrhundertwende erbaut. Es wurde unter Nr. M 015 am 24. September 1985 in die Denkmalliste der Stadt Mönchengladbach eingetragen.

## Architektur
Bei dem Objekt handelt es sich um ein freistehendes, zweigeschossiges Wohnhaus aus Backstein das teilweise unterkellert ist. Das Traufenhaus ist mit einem Satteldach bedeckt und wurde 1903 auf sieben Achsen verlängert und mit einer Stuckfassade in volkstümlichen Jugendstilformen versehen. Das typische Vorstadt-Gasthaus der Jahrhundertwende mit reizvoller Stuckfassade ist aus architektonischen, lokalgeschichtlichen und städtebaulichen Gründen erhaltenswert.